# Вантажно-розвантажувальні роботи
Вантажно-розвантажувальні роботи — це комплекс заходів, спрямованих на підняття різноманітних вантажів з метою їх завантаження чи розвантаження.
Традиційно такі роботи застосовуються для навантаження або вивантаження вантажів, вручну або за допомогою спеціалізованої техніки, такої, наприклад, як навантажувач.

## Мотоевакуатор
В якості платформи евакуатора може служити вантажне відділення мікроавтобуса, вантажівка, спеціальний причіп автомобіля.